# Velasquismo

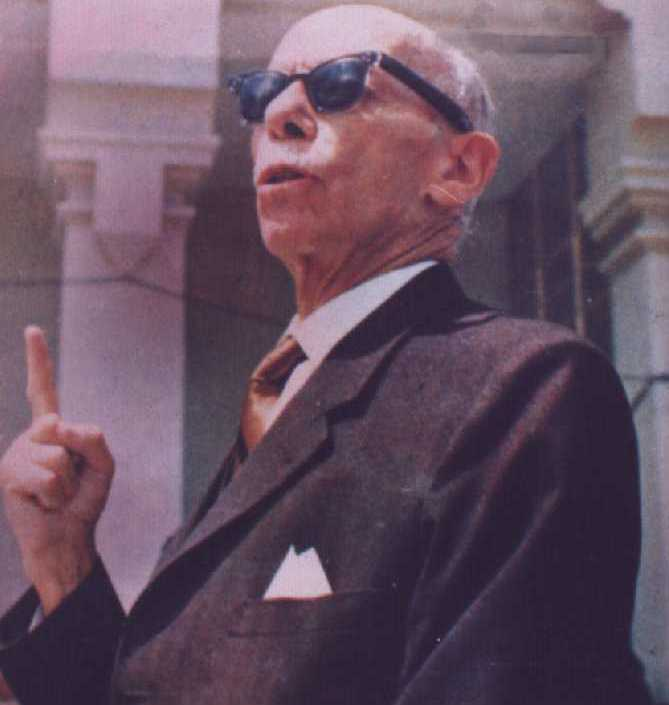
José María Velasco Ibarra durante um discurso público.

Velasquismo é o nome pelo qual é conhecido o movimento político populista no Equador que surgiu em torno da figura de José María Velasco Ibarra, que foi presidente do país em cinco ocasiões distintas. O movimento dominou o cenário político nacional por quase quatro décadas, de 1934, data em que Velasco Ibarra assumiu pela primeira vez a presidência, até 1972, ano em que deixou o poder pela última vez.
O alto grau de influência que o movimento teve na política equatoriana o coloca como um dos únicos movimentos desse tipo na América Latina, sendo o peronismo argentino um dos poucos semelhantes.
Além do movimento político como tal, o denominativo velasquismo também é usado para designar cada mandato presidencial de Velasco Ibarra, seguindo a forma "segundo velasquismo", "terceiro velasquismo", etc.

## Legado
O modelo populista do velasquismo e seu foco nos setores marginais da sociedade encontraram ecos no estilo de fazer política de personalidades e partidos políticos posteriores. Um dos exemplos mais notórios disso foi o partido Concentración de Fuerzas Populares, que alcançou apoio nos mesmos setores suburbanos de Guayaquil que antes apoiavam Velasco Ibarra. A forma de fazer política do ex-presidente Abdalá Bucaram também já foi comparada ao velasquismo.